# Gnathophis leptosomatus
Gnathophis leptosomatus és una espècie de peix pertanyent a la família dels còngrids.

## Hàbitat
És un peix marí i batidemersal que viu entre 420 i 428 m de fondària.

## Distribució geogràfica
Es troba a l'Índic occidental: el nord-oest de Madagascar.

## Observacions
És inofensiu per als humans.